# Папоротное (Гомельская область)
Папоротное (бел. Папаратнае) — агрогородок в Жлобинском районе Гомельской области Белоруссии. Административный центр Папоротнянского сельсовета.
Около деревни есть залежи суглинков и торфа, вплоть до 2000 годов населением Папоротного и ближайших деревень: Савин и Дубина велась заготовка торфа для личных целей (растопка печей и каминов).

## География
Расстояние до районного центра: Жлобин - (17 км.)
Расстояние до областного центра: Гомель - (118 км.)
Расстояние до столицы: Минск - (235 км.)

## Гидрография
На западе мелиоратиновые каналы 

## Транспортная сеть
На автомобильной дороге Василевичи — Жлобин. Планировка состоит из двух параллельных между собой улиц, близких к меридиональной ориентации, к одной из которых присоединяется с запада короткая прямолинейная улица. На юге две обособленные короткие улицы (бывшие посёлки Ляды и Вишенки), на севере — одна обособленная короткая улица (бывший посёлок Дубина). Застройка двусторонняя, деревянная, усадебного типа. В построенных в 1986-1991 годах 86 домах коттеджного типа разместились переселенцы из загрязнённых радиацией в результате катастрофы на Чернобыльской АЭС мест, преимущественно из деревни Дуброва Наровлянского района.

## История
По письменным источникам известна с XIX века как деревня в Стрешинской волости Рогачёвского уезда Могилёвской губернии. Согласно ревизии 1858 года владение князя Л. М. Голицына. С 1880 года действовал хлебозапасный магазин. Согласно переписи 1897 года находились школа грамоты, хлебозапасный магазин, 3 ветряные мельницы, кузница, питейный дом. В 1909 году 1123 десятины земли.
В 1920-е годы из деревни выделен посёлок Дружный, который в 1962 году присоединён к деревне Шихов. В 1924 году из села Папоротное выделен посёлок Возрождение (в 1962 году присоединён к деревне Папортное). С 20 августа 1924 года центр Папоротнянского сельсовета Стрешинского, с 4 августа 1927 года Жлобинского, с 28 июня 1939 года Стрешинского, с 17 декабря 1956 года Жлобинского районов Бобруйского (до 26 июля 1930 года) округа, с 20 февраля 1938 года Гомельской области.
В 1930 году организован колхоз «Ударник», имелась МТС. Во время Великой Отечественной войны с лета 1942 года действовала подпольная патриотическая группа (руководитель В. З. Фоменок). В ноябре 1943 года оккупанты сожгли 238 дворов, убили 60 жителей. В боях около деревни в 1944 году погиб 1051 советский солдат (похоронены в братской могиле в центре деревни). На фронтах и в партизанской борьбе погибли 126 жителей, в память о которых в 1954 году в деревенском парке установлена скульптура солдата.
В 1966 году к деревне присоединены посёлки Вишенки, Дубина, Ляды, Новые, Савин, Чеченёв. Центр колхоза «Искра».
Работают: сельскохозяйственное унитарное предприятие, средняя школа, Дом культуры, библиотека, детский сад, амбулатория, отделение почтовой связи, 2 магазина и остановочный павильон.
В состав Папоротнянского сельсовета  до 1962 года входили посёлки: Возрождение, Марс, Новая Поляна, Рекорд, Добрый; до 1966 года посёлок Вишенки, деревни Восева Буда, Дубина, Каліновск, Лучанск, Ляды, Новые, Первомайск, Петрова Поляна, Савин, Чеченёв; до 1967 года посёлки Работка, Липов (все в настоящее время не существуют, кроме Возрождения и Возрождение.

## Образование
Учреждения образования:
- ГУО «Папоротнянская средняя школа Жлобинского района»;
адрес: ул. Школьная, 10
директор: Михальцова Елена Владимировна
время работы: с 07.30 до 20.00
выходной: воскресенье
В 2023/2024 учебном году в учреждении образования обучаются 150 учащихся в 11 классах.
I-IV классы — 53 учащихся;
V-IХ классах — 72 учащихся;
Х-ХI классах — 10 учащихся.
Организованы классы с изучением предметов на базовом уровне и профессиональной подготовкой на базе школьных мастерских по профессиям «Овощевод», «Слесарь».
- ГУО «Папоротнянский детский сад».
адрес:  ул. Школьная, 1Б
директор: Жогаль Наталья Петровна
время работы: 7.45 - 18.15
выходной: суббота, воскресенье, праздничные дни

## Храм Архистратига Михаила
Адрес: Республика Беларусь, Гомельская обл., Жлобинский р-н, д.Папоротное, ул. Школьная, 3
Настоятель: протоиерей Андрей Москаленко
Престольный праздник: Собор Архистратига Михаила (21 ноября)
Богослужения: Суббота – 16:00; Воскресенье — 9:00
В 1999 году здание бывшей школы передали Церкви. В 2000 году состоялось первое богослужение. Первым настоятелем храма был иерей Владимир Шевчук, ныне покойный. Регулярные Богослужения в храме начались с 2004 года. В течение последних лет собственными силами проводится реконструкция здания, – внутри и снаружи. 
Главная святыня Храма – надвратная икона Архистратига Михаила, обнаруженная после войны на развалинах сёстрами Бересневыми – Софией и Любовью. Икона находилась в их доме до 2006 года. После смерти Софии святыню передали в храм. При реставрации иконы был установлен ее возраст: эксперт датировал написание иконы 1903 – 1905 гг.
В 2009 году на месте разрушенного перед началом Великой Отечественной Войны прежнего храма установлен поклонный Крест.

## Население
- 1858 год — 57 дворов, 320 жителей.
- 1897 год — 93 двора, 748 жителей (согласно переписи).
- 1909 год — 105 дворов, 781 житель.
- 1925 год — 182 двора.
- 1940 год — 240 дворов, 905 жителей.
- 1959 год — 281 житель (согласно переписи).
- 2000 год — 354 хозяйства, 897 жителей.

## Известные уроженцы
- Г. С. Пекурин — генерал-майор войск связи.

- В. З. Фоменок —  партизанка-писарь

- И. Н. Амвросиев — лейтенант-командир танковой роты

- Н. Г. Ковпаев — председатель колхоза "Искра"
- В. В. Бобков — белорусский математик, доктор физико-математических наук.

## Галерея

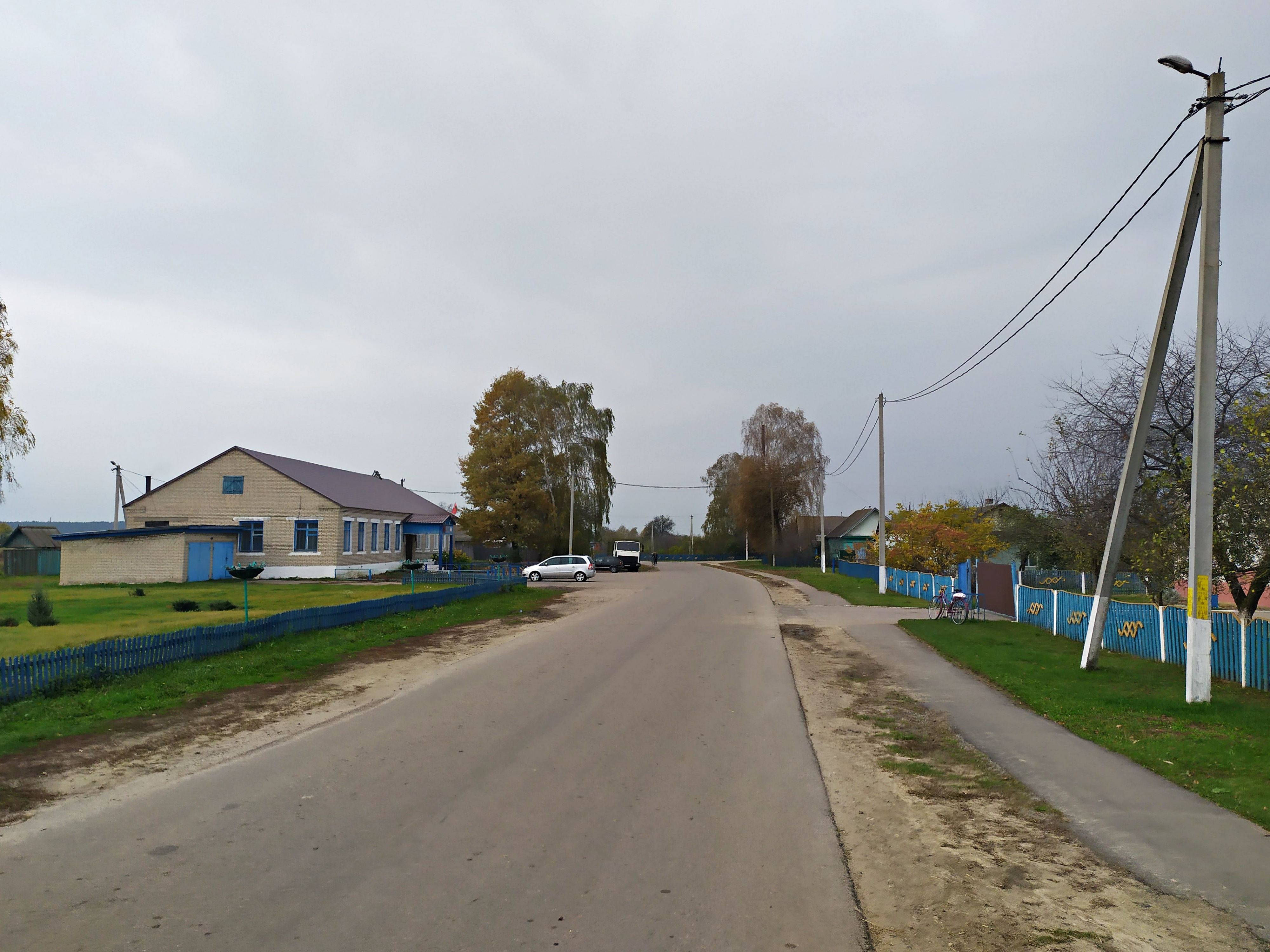
Въезд в центр деревни
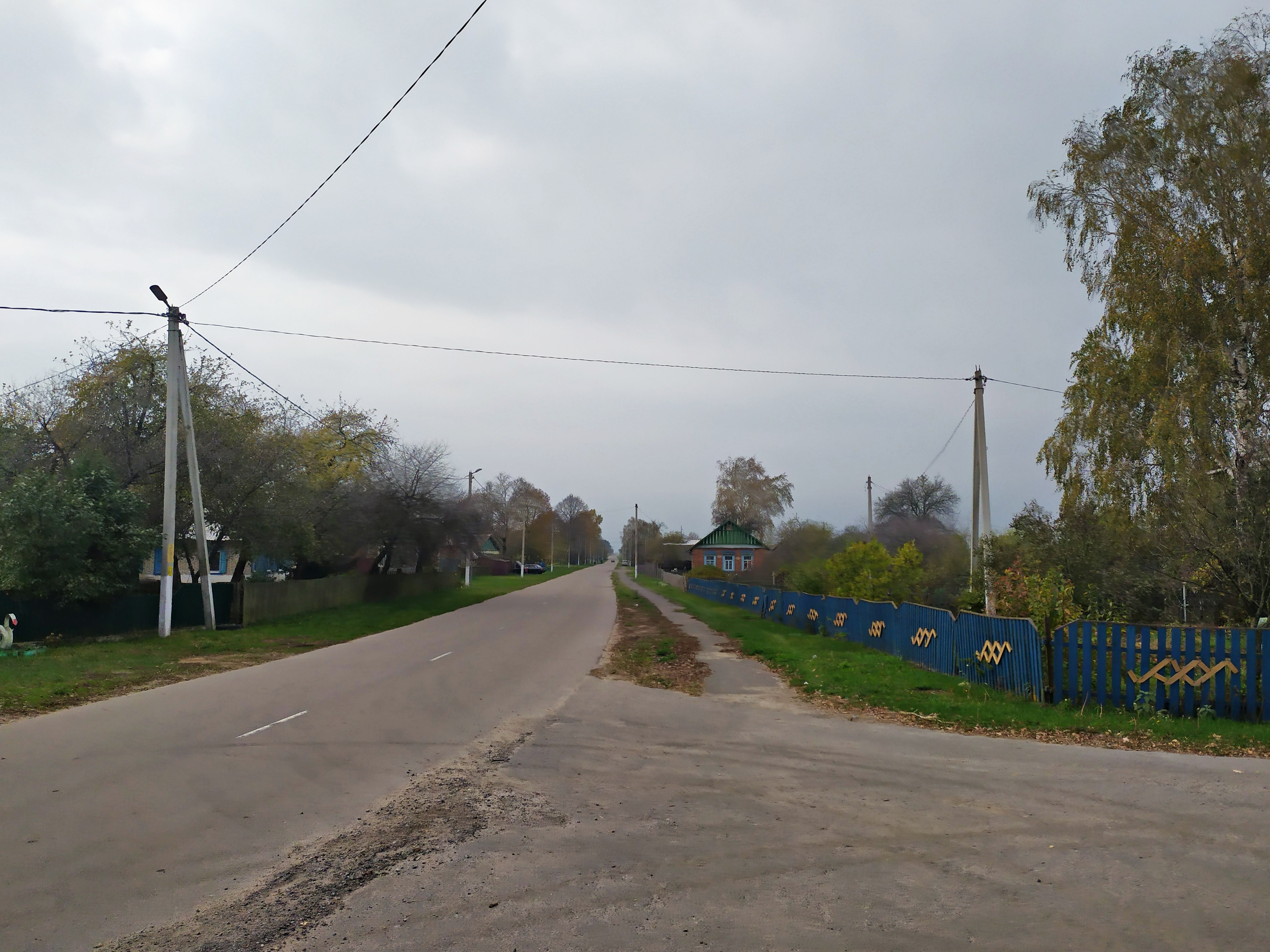
Ул. Крупской Н.К.
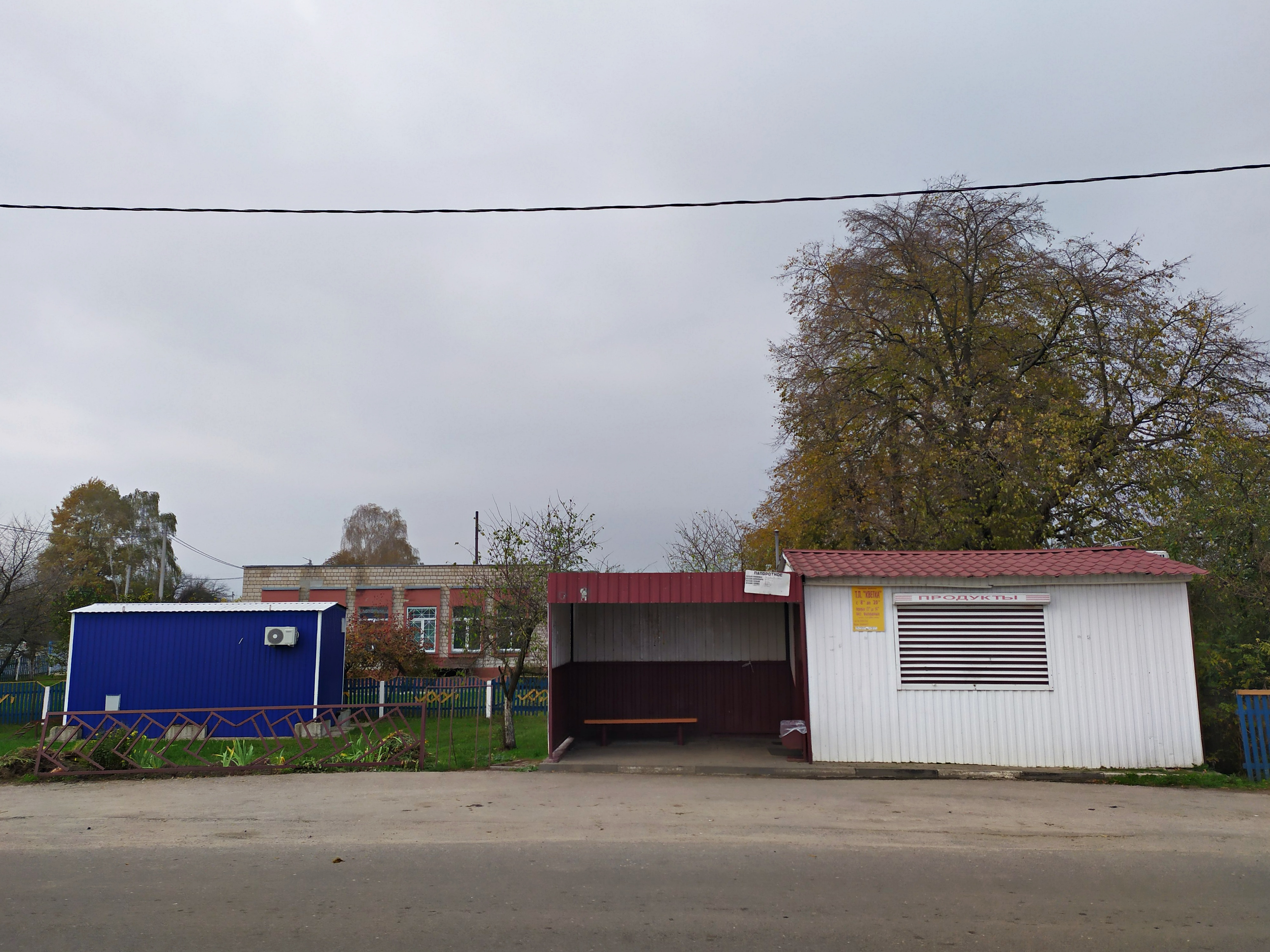
Ул. Октябрьская
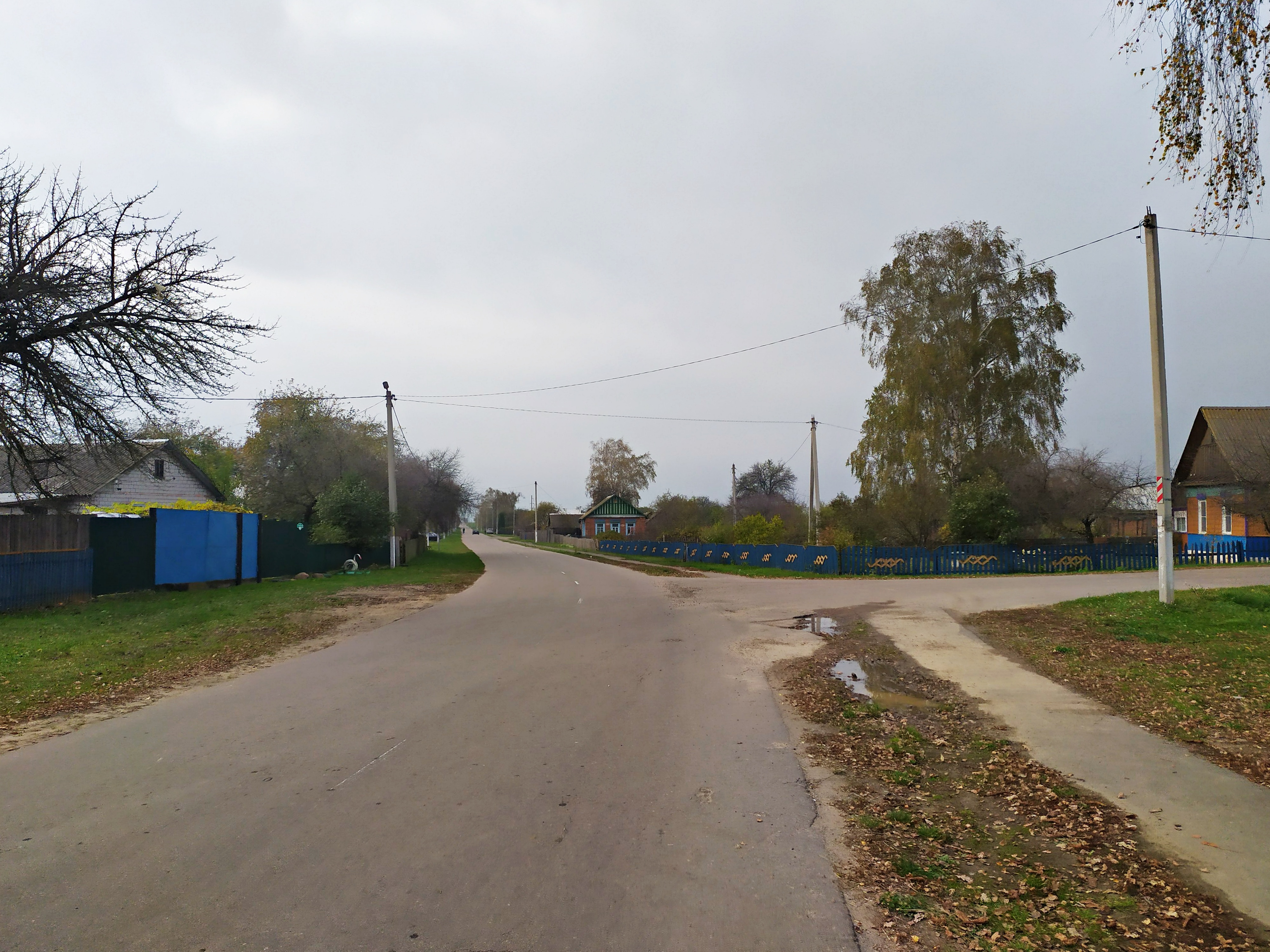
перекресток улиц Крупской и Советской
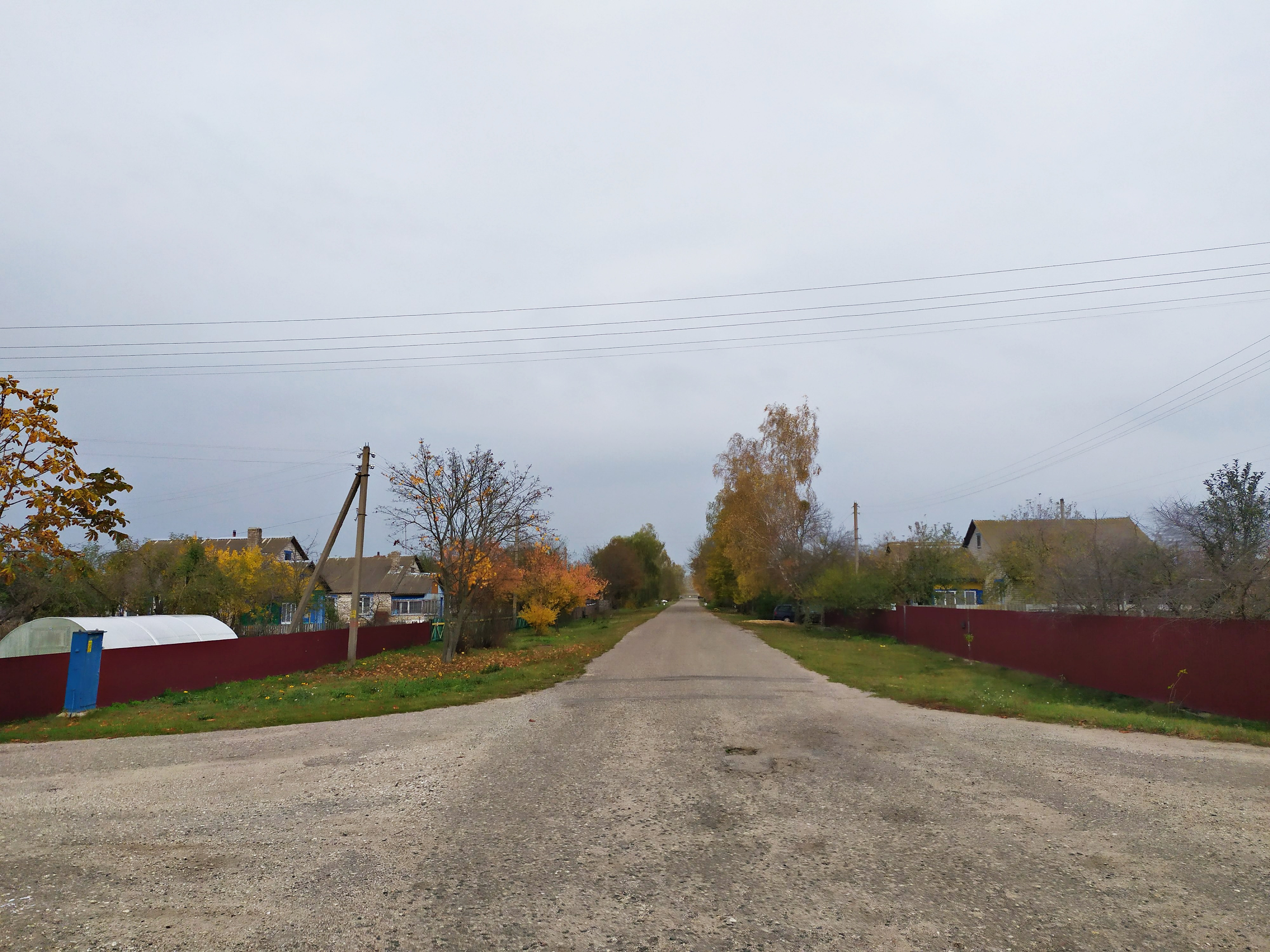
Ул. Советская
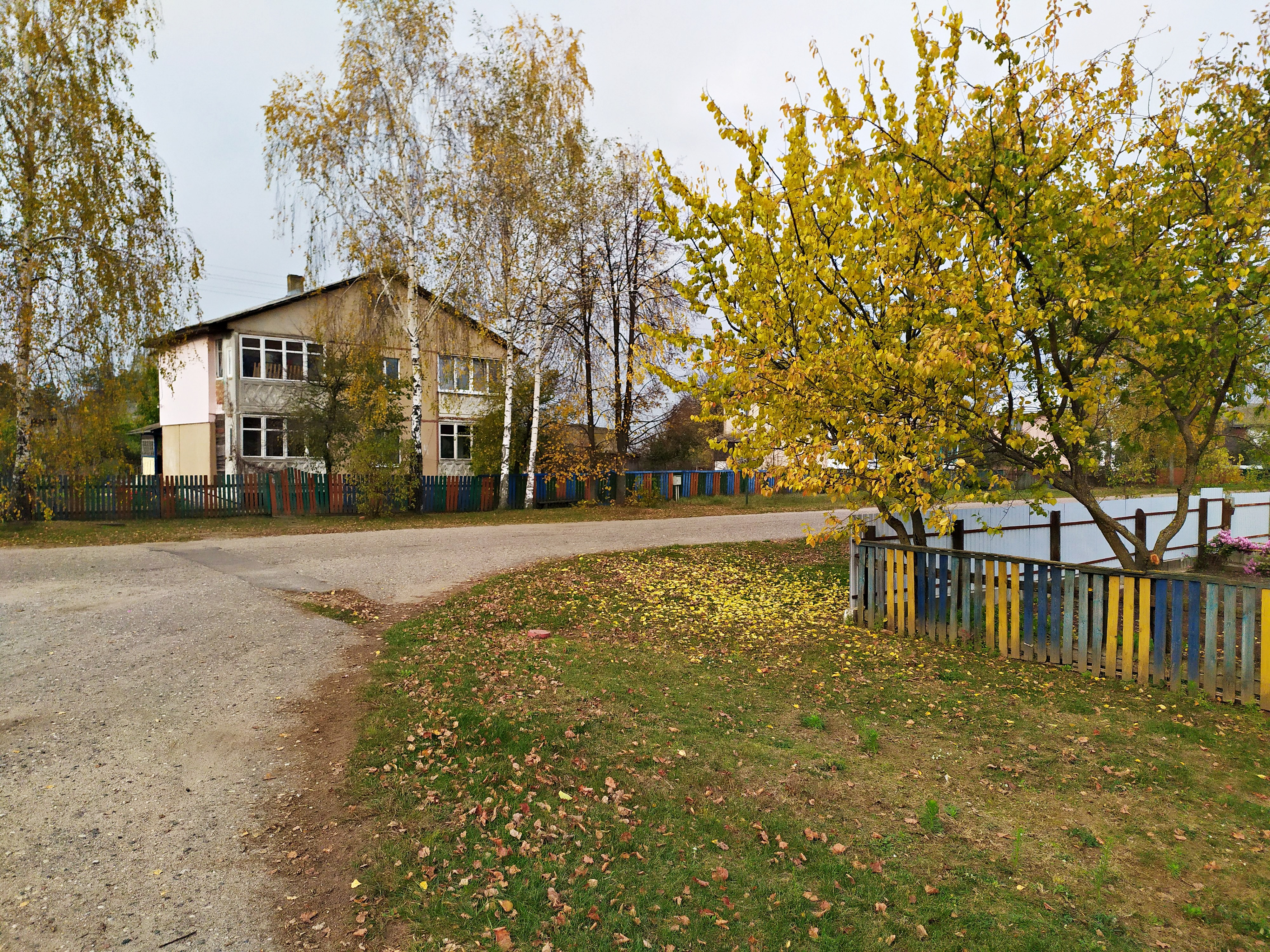
Ул. Ленина
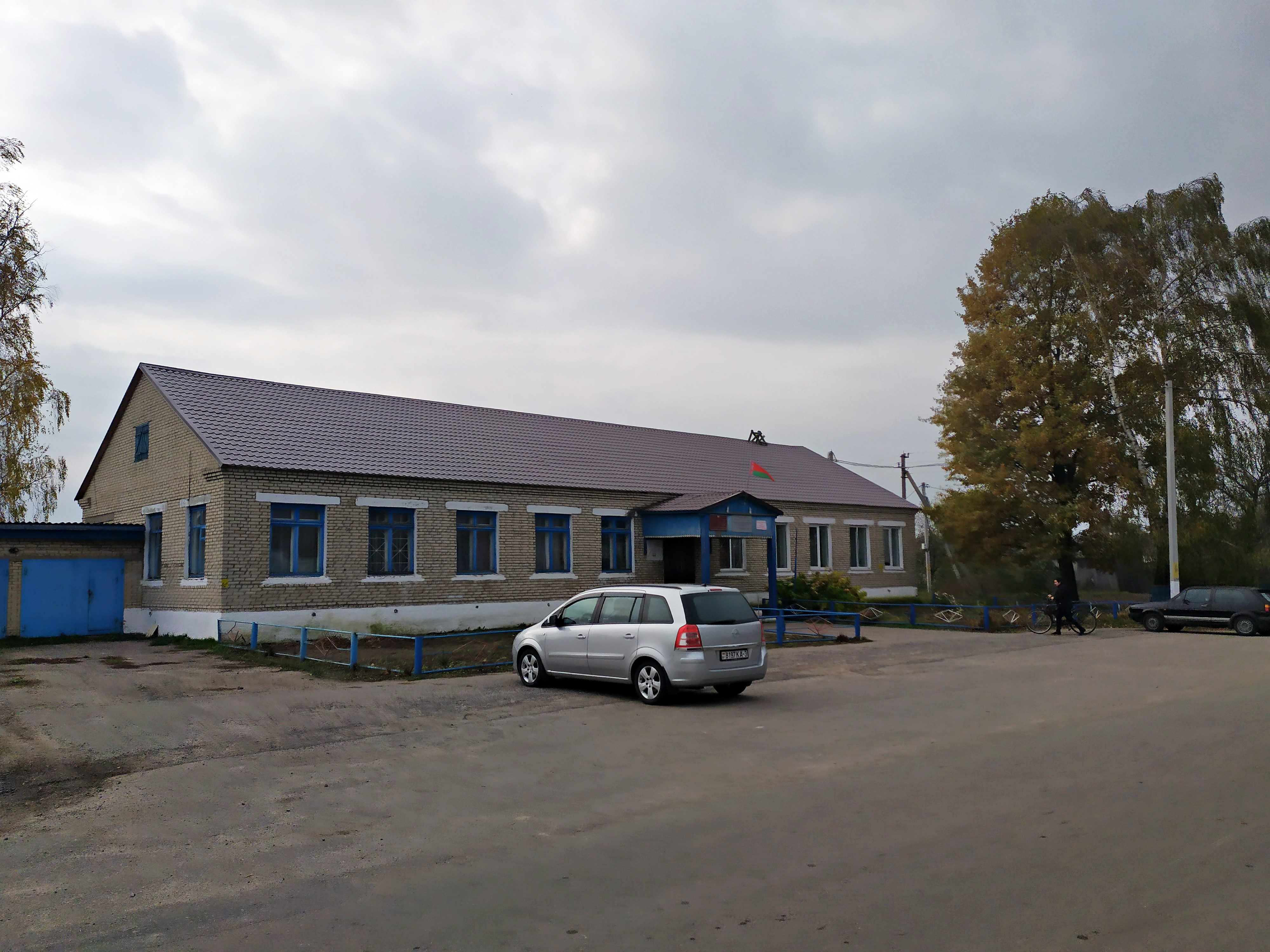
Сельский исполнительный комитет
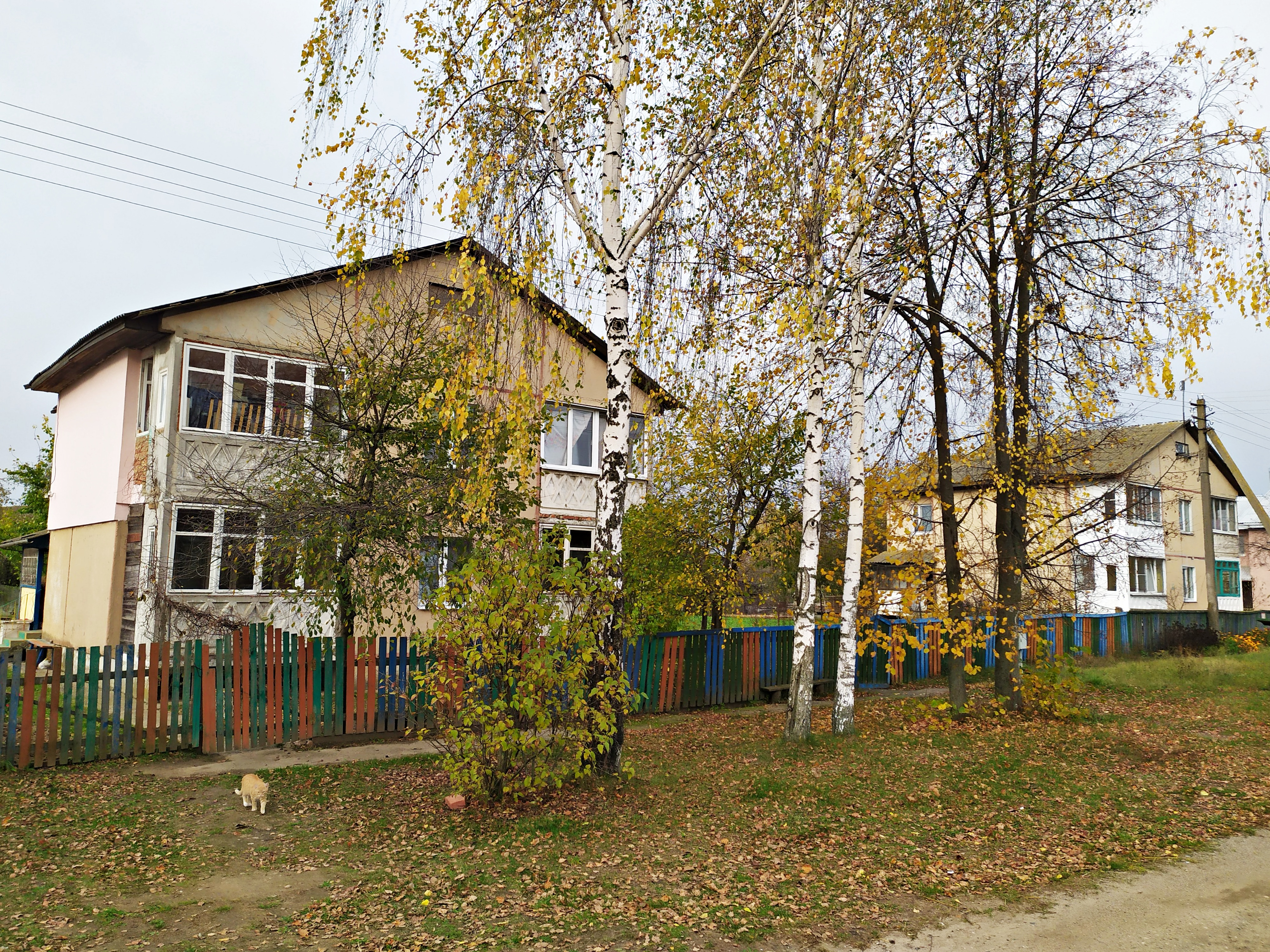
Линия коттеджей по Ул. Ленина